# Biskupi Yantai
Biskupi Yantai – rzymskokatoliccy biskupi mający swoją stolice biskupią w Yantai, obecnie w Chińskiej Republice Ludowej. W Yantai mieściła się stolica wikariatu apostolskiego (1894 - 1946) i diecezji (1946 - nadal).

## Ordynariusze

### Wikariusze apostolscy Wschodniego Szantung
- César Jean Schang OFM (6 maja 1894 - 9 września 1911)
- Adéodat Jean Roch Wittner OFM (9 września 1911 - 3 grudnia 1924)

### Wikariusze apostolscy Czyfu
- Adéodat Jean Roch Wittner OFM (3 grudnia 1924 - 1 grudnia 1936)
- Louis-Prosper Durand OFM (14 czerwca 1938 - 11 kwietnia 1946)

### Biskupi Yantai
- Louis-Prosper Durand OFM (11 kwietnia 1946 - 20 stycznia 1950)
- Alphonsus Zong Huaimo OFM (14 czerwca 1951 - 1978[1])
- John Gao Kexian (1997[2] - 24 stycznia 2005)
- sede vacante

## Biskupi bez mandatu papieskiego
Diecezją Yantai rządził jeden, nieuznawanych przez Stolicę Apostolską, biskup. Należał on do Patriotycznego Stowarzyszenia Katolików Chińskich i został mianowany z polecenia komunistycznych władz chińskich bez zgody papieża. Był to:
- Zhang Rijin (1960 - 1970[3])